# Cor van der Lugt Melsert
Cor van der Lugt Melsert (né Cornelis Dirk van der Lugt Melsert le 4 juillet 1882 et mort le 16 août 1969) fut un acteur et un directeur de théâtre néerlandais.

## Filmographie
- Veertig jaren[2], 1938
- Willem van Oranje[3], 1934